# Space Invaders (serie)

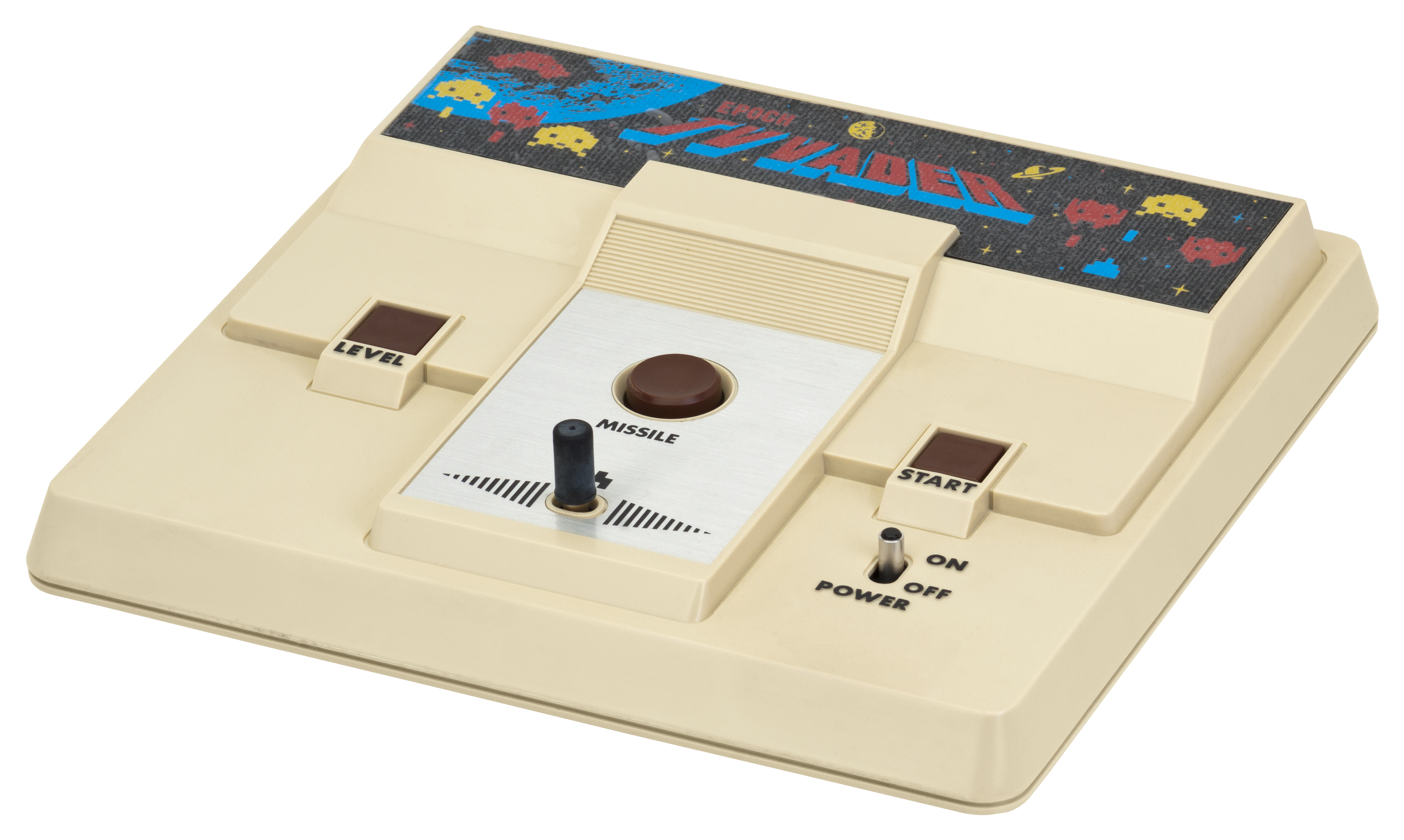
Epoch lanzó el TV Vader exclusivo de Japón en 1980, que era un clon de Space Invaders que se podía jugar en casa.

Space Invaders es un  shooting videojuego japonés lanzado en 1978 por Taito. Fue desarrollado por Tomohiro Nishikado, quien se inspiró en otros medios: Breakout, The War of the Worlds y Star Wars. Es uno de los precursores de los videojuegos modernos y ayudó a expandir la industria de los videojuegos de una novedad a una industria global. Primero fue lanzado como un juego de arcade y luego rehecho en diferentes plataformas; los relanzamientos incluyen versiones porteadas y  actualizadas. Las versiones portadas generalmente cuentan con diferentes gráficos y opciones de juego adicionales, que incluyen búnkeres de defensa en movimiento, tiros en zigzag, alienígenas invisibles y modos de dos jugadores. Space Invaders es una de las franquicias de videojuegos de mayor recaudación de todos los tiempos.
Taito lanzó numerosas secuelas y spin-offs, muchas de las cuales también se han rehecho en múltiples plataformas, incluidas consolas domésticas y dispositivos portátiles. Los títulos de seguimiento generalmente se lanzan para celebrar el aniversario del original. Las primeras secuelas se lanzaron principalmente en salas de juegos, mientras que los títulos posteriores se lanzaron en dispositivos portátiles. Las secuelas a menudo agregaban power-ups e incorporaban nuevas mecánicas de juego, como tridimensionales campos de juego, jefes y ritmo-acción - al diseño del original. La mayoría de los títulos se lanzaron internacionalmente, aunque algunos son exclusivos de determinadas regiones. Los juegos han recibido diferentes recepciones: el port para Atari 2600 del original se convirtió en la primera "aplicación asesina" de la industria de los videojuegos, mientras que algunas secuelas se consideraron actualizaciones insignificantes. Space Invaders y varias de sus secuelas de arcade a menudo se incluyen en compilaciones de videojuegos lanzadas por Taito.
Inspiró muchos otros juegos. Muchas empresas crearon  clones que copiaron su juego, con más de cien clones de Space Invaders lanzados para varias plataformas (como Super Invader y Invasores de TI). Otros se basaron en la jugabilidad del original (como Galaxian y Galaga).

## Juegos

### Arcade
| Título                            | Lanzamiento | Plataformas | Notas |
| --------------------------------- | ----------- | --- | --- |
| Space Invaders                    | 1978        | Arcade, Atari 2600, Atari 400 y 800, Atari 5200, Juego electrónico portátil, Nintendo Entertainment System, SG-1000, WonderSwan, VG Pocket Caplet, Teléfono móvil, iOS | *Una leyenda urbana culpa al juego de provocar una escasez de yenes en Japón, lo que provocó un aumento en la producción de monedas de 100 yenes; sin embargo, la producción de monedas de 100 yenes fue menor en 1978 y 1979 que en años anteriores o posteriores. La afirmación tampoco se sostiene en un escrutinio lógico: los operadores de las salas de juegos habrían vaciado sus máquinas y llevado el dinero al banco, manteniendo así las monedas en circulación. Los informes de quienes vivían en Japón en ese momento indican "nada fuera de lo común... durante el apogeo de la invasión de los Space Invaders". - En 2007, había generado casi US$ 500 millones en ingresos. - Varias publicaciones atribuyen la expansión de la industria de los videojuegos de una novedad a una industria global al éxito del juego. - La versión Atari 2600 fue el primer licenciamiento oficial de un juego de arcade y se convirtió en la primera "aplicación asesina" al cuadriplicar las ventas del sistema. - Las versiones de Atari presentan diferentes conjuntos de variantes de juego. - Los juegos electrónicos portátiles incluyen las versiones LCD y VFD desarrolladas por Tiger Electronics y Ramtex. Otras empresas también crearon clones. - Las versiones electrónicas portátiles de principios de la década de 1980 se consideran coleccionables. |
| Space Invaders Part II            | 1979        | Arcade, Game Boy, Skill for Prizes | *Fue lanzado en los Estados Unidos como Deluxe Space Invaders (también conocido como Space Invaders Deluxe) - La versión de Estados Unidos presenta un esquema de color gráfico diferente y un fondo de ciudad lunar. - La versión de Game Boy fue lanzada solo en Japón y usó el Game Link Cable para el modo multijugador. - La versión Skill for Prizes se titula "Prize Space Invaders" y presenta una mayor dificultad. Los jugadores son recompensados con dinero. - El diseñador Nishikado prefiere su modo de juego a otros títulos de Space Invaders, citando la variedad del juego. |
| Space Invaders II                 | 1980        | Arcade | *Fue lanzado exclusivamente en los Estados Unidos en formato de mesa de cóctel. - El juego presenta un modo competitivo para dos jugadores. |
| Return of the Invaders            | 1984        | Arcade | *Cuenta con gráficos de color actualizados, así como movimientos y patrones de ataque más complejos para los alienígenas. - El juego fue desarrollado por UPL. - Fue el gabinete de juegos de mesa más taquillero de Japón en abril de 1985. |
| Super Space Invaders '91          | 1990        | Arcade, Amiga, Amstrad CPC, Atari ST, Commodore 64, PC, Sega Game Gear, Sega Master System, Sinclair ZX Spectrum                                                       | *Conocido como Majestic Twelve: The Space Invaders Part IV en Japón y Estados Unidos. - El juego presenta nuevos gráficos y elementos de juego, así como un modo para dos jugadores. - Utiliza el hardware del sistema F1/F2 de Taito. - Las versiones caseras se titulan Super Space Invaders. - El manual de Sega Master System para el juego incluía una historia completa de la franquicia Space Invaders. - La versión arcade original Majestic Twelve fue reseñada en 1990, con David Wilson de Zero calificándola con 4.5 de 5, y Your Sinclair, lo que le otorga una puntuación del 89%. - La versión para PC de Super Space Invaders fue reseñada por Hartley, Patricia y Kirk Lesser de la revista "Dragon" en 1992, calificándola con 2 de 5 estrellas. |
| Mininvaders                       | 1990        | Arcade | *Fue lanzado solo en Japón. - Se omiten el audio y la puntuación. |
| Space Invaders DX                 | 1993        | Arcade, Game Boy, Super Nintendo Entertainment System, TurboGrafx-CD, Sega Saturn, PlayStation, Nuon                                                                   | *Una nueva versión del original con varias opciones y elementos de juego nuevos, incluido un modo competitivo para dos jugadores. - Se introdujo un "modo de parodia" que reemplaza los tradicionales sprites por los de otros juegos de Taito, incluidos Arkanoid, Bubble Bobble, The NewZealand Story y Darius. - Las primeras versiones usan hardware B System de Taito, mientras que las posteriores usan hardware F3 System de Taito. - Las versiones caseras fueron lanzadas como "Space Invaders - The Original Game". Otros nombres incluyen: Space Invaders XL en Nuon, simplemente Space Invaders en Game Boy y Sega Saturn, y Space Invaders 2000 y Space Invaders 1500 en dos relanzamientos para PlayStation. - Los lanzamientos domésticos presentan variantes del modo de dos jugadores. - El lanzamiento para Game Boy fue una actualización de la versión de 1990 de Space Invaders Part II. Las opciones adicionales similares a Space Invaders DX están disponibles cuando se juega a través de Super Game Boy de Nintendo. - El primer lanzamiento para PlayStation carecía del modo de dos jugadores. Los relanzamientos posteriores para PlayStation en 1998 y 2001 lo restauraron. El lanzamiento de 2001, conocido como The Invaders y Space Invaders 1500, incluye una versión en 3D, y fue parte de la serie Simplede D3 Publisher de juegos económicos que se venden por ¥1500. - La versión para Super Nintendo Entertainment System también se lanzó en la Consola Virtual de Nintendo. |
| Space Invaders '95                | 1995        | Arcade | *Una versión parodia actualizada del juego de arcade original que presenta diseños super deformados coloridos. - El juego también se conoce como Akkanvader y Space Invaders '95: Attack of the Lunar Loonies. - Utiliza el hardware del sistema F3 de Taito. - Se canceló un lanzamiento de 2004 para PC con Windows, aunque se incluyó en Taito Legends 2, que tiene una versión para PC con Windows. |
| Space Invaders: The Beat Attacker | 2008        | Arcade | *Un juego de estilo de juego de ritmo en el que los jugadores disparan tres torretas de defensa pasando por encima de tres paneles de control. - El gabinete dedicado luce una pantalla LED gigante - El juego otorga boletos de logros que se pueden canjear por premios. |
| Space Invaders: Frenzy            | 2017        | Arcade | *Versión actualizada del clásico juego de arcade. - Videojuego con funciones de juego de redención. |

### Consola doméstica
| Título                         | Lanzamiento | Plataformas                                  | Notas |
| ------------------------------ | ----------- | -------------------------------------------- | --- |
| Space Invaders: Fukkatsu no Hi | 1990        | PC Engine                                    | |
| Space Invaders 90              | 1990        | Sega Mega Drive                              | *El juego fue lanzado en Norteamérica como Space Invaders 91. |
| Space Invaders X               | 1999        | PlayStation, PC, Nintendo 64, Game Boy Color | *Se conoce en Japón como "Space Invaders X". - El título presenta gráficos 2D y 3D, así como modos cooperativo y competitivo para dos jugadores. - La versión de Game Boy Color presenta diferentes gráficos y usa un sistema de contraseña para acceder a los niveles. - La versión para PC está incluida en el paquete de compilación Weekend Play Pack para PC. - Crawfish Interactive desarrolló la versión Game Boy Color, mientras que las otras versiones fueron desarrolladas por Z-Axis. Activision publicó las cuatro versiones. - Se canceló una versión para Dreamcast. |
| Space Invaders: Get Even       | 2008        | Wii                                          | *El juego está disponible en Wii a través del servicio WiiWare de Nintendo. - Fue lanzado como parte del 30 aniversario del original. - Los jugadores controlan a los invasores alienígenas mientras atacan la Tierra. |

### Portátil
| Título                        | Lanzamiento | Plataformas                                                            | Notas |
| ----------------------------- | ----------- | ---------------------------------------------------------------------- | --- |
| Space Invaders                | 1999        | Color FX                                                               | *Es un juego LCD portátil desarrollado por MGA Entertainment. - Posteriormente se lanzó una versión de realidad virtual como parte de una línea de juegos 3D de realidad virtual para Color FX. |
| Space Invaders EX             | 2002        | Game Boy Advance                                                       | *Basado en el lanzamiento multiplataforma de Z-Axis de 1999 de Space Invaders, el juego presenta gráficos actualizados y nuevos elementos de juego: niveles, mundos, alienígenas. - Utiliza el cable Game Link para el modo de dos jugadores. - Se incluye la versión arcade original. - Fue desarrollado por Torus Games y publicado por Activision. - El juego se conoce como Space Invaders EX en Japón.                                                                |
| Space Invaders: Revolution    | 2005        | Nintendo DS                                                            | notes = - Se conoce en Japón como Space Invaders DS. - El juego cuenta con dos modos de juego: una versión clásica que emula el juego de arcade original y una versión actualizada con diferentes escenarios y alienígenas. - Tomohiro Nishikado supervisó el desarrollo del juego. |
| Space Invaders: Evolution     | 2005        | PlayStation Portable                                                   | *El juego se conoce en Japón como "Space Invaders: Galaxy Beat". - Cuenta con la versión arcade original del juego, un modo de "emparejamiento" (similar al juego de arcade de cócteles de Space Invaders II de Midway, pero con una jugabilidad diferente) y un nuevo remake con nuevos gráficos, sonidos y jugabilidad. - Cuenta con gráficos en 3D y nuevos modos de juego, incluido el modo multijugador. - Se incorporan elementos de la jugabilidad de ritmo-acción. |
| Space Invaders: Extreme       | 2008        | Nintendo DS, PlayStation Portable, Xbox Live Arcade, Microsoft Windows | *El juego presenta una jugabilidad similar a la versión arcade original integrada con elementos musicales. - Fue lanzado como parte del 30 aniversario del original. |
| Space Invaders: Extreme 2     | 2009        | Nintendo DS                                                            | *La secuela presenta contenido nuevo en comparación con su predecesor. - El juego utiliza ambas pantallas de la DS al mismo tiempo; las fases "Round" y "Fever" ocurren en la pantalla superior durante el juego normal. - Una versión condensada, Space Invaders: Extreme Z, se puso a disposición en Japón como un título DSiWare descargable. |
| Space Invaders: Infinity Gene | 2009        | Teléfono móvil, iOS, PlayStation 3, Xbox 360, 2013 – Android           | *Cuenta con elementos de videojuego de rol y música de Zuntata. - El juego fue lanzado como parte del 30 aniversario del original. - Más tarde, Taito anunció versiones para consolas domésticas a través de Xbox Live Arcade y PlayStation Network. |
| Space Invaders AR             | TBA         | Teléfono móvil                                                         | *Desarrollado por Square Enix Montréal. - El primer juego de la serie en utilizar tecnología AR. - Anunciado el 18 de marzo de 2021, durante Square Enix Presents. |

### Compilaciones
| Título                                          | Lanzamiento | Plataformas                    | Notas |
| ----------------------------------------------- | ----------- | ------------------------------ | --- |
| Space Invaders: Virtual Collection              | 1995        | Virtual Boy                    | notes = *La colección presenta versiones 2D y 3D del juego original y Space Invaders Part II. - Es uno de los juegos más raros lanzados comercialmente. |
| Space Invaders/Qix - Silver Anniversary Edition | 2003        | Arcade                         | *Esta es una compilación de los Space Invaders y Qix originales. - Fue lanzado como parte del 25 aniversario del original y el 50 aniversario de Taito. |
| Space Invaders Anniversary                      | 2003        | Arcade, PlayStation 2, PC      | *La compilación incluye cuatro variantes del Space Invaders original (Monochrome, Cellophane, Color y Upright), Space Invaders Part II con la opción de jugar una variante vertical y tres juegos nuevos (Space Invaders Doubles, Space Invaders 3D y Space Invaders VS). - Fue lanzado como parte del 25 aniversario del original y el 50 aniversario de Taito. - Aunque Empire Interactive obtuvo los derechos de distribución en Norteamérica y Europa de la versión para PlayStation 2, la compañía solo lanzó el juego en Europa.       |
| Space Invaders Pocket                           | 2005        | PlayStation Portable           | *La compilación incluye cuatro variantes del título original (Black & White, Cellophane , Upright y Color), Space Invaders Part II, Return of the Invaders, Super Space Invaders '91 y Space Invaders '95. - Super Space Invaders '91 incluye nuevo contenido destinado a su lanzamiento arcade. - Fue el primer Universal Media Disc lanzado en Japón que incluyó un verificador de versión BIOS para PlayStation Portable. - Los desarrolladores reprodujeron a propósito errores de programación presentes en el Space Invaders original. |
| Taito Memories Volume 1                         | 2005        | PlayStation 2                  | *El título es una recopilación de los clásicos juegos de arcade de Taito. - Cuenta con los Space Invaders originales con gráficos en color, Super Space Invaders '91 y Space Invaders DX. - Se planeó una versión anterior para la Nokia N-Gage en 2003; Super Space Invaders era uno de los tres juegos que se planeaba incluir. El título fue cancelado. |
| Taito Memories Volume 2                         | 2005        | PlayStation 2                  | notes = *El título es una recopilación de los clásicos juegos de arcade de Taito. - Cuenta con los originales Space Invaders, Space Invaders Part II y Space Invaders '95. |
| Taito Legends                                   | 2005        | PlayStation 2, Xbox, PC        | *Es una recopilación de los clásicos juegos de arcade de Taito. - La compilación incluye Space Invaders, Space Invaders Part II y Return of the Invaders. |
| Taito Legends Power-Up                          | 2006        | PlayStation Portable           | *El título es una recopilación de los clásicos juegos de arcade de Taito. - La compilación incluye Space Invaders, Space Invaders Part II y Return of the Invaders. |
| Taito Legends 2                                 | 2006        | PlayStation 2, Xbox, PC        | *Es una recopilación de los clásicos juegos de arcade de Taito. - Incluye Space Invaders '95' ',' 'Super Space Invaders '91 y Space Invaders DX. |
| Taito Memories II Volume 1                      | 2007        | PlayStation 2                  | *El título es una recopilación de los clásicos juegos de arcade de Taito. - Return of the Invaders es uno de los juegos que se incluye. |
| Space Invaders Trilogy                          | 2007        | Teléfono móvil                 | *El juego para teléfonos móviles es una compilación desarrollada por HanaHo Games. - Incluye los originales Space Invaders, Space Invaders Part II y Return of the Invaders. |
| Space Invaders Invincible Collection            | 2020        | Nintendo Switch                | *La compilación de Space Invaders más grande hasta la fecha, con un total de 10 títulos (12 incluidas las variantes de versión). |
| Space Invaders Forever                          | 2020        | Nintendo Switch, PlayStation 4 | notes = *Incluye Arkanoid vs. Space Invaders, Space Invaders Gigamax 4 SE y Space Invaders Extreme. |

### Otros títulos
| Título                            | Lanzamiento | Plataformas                                  | Notas |
| --------------------------------- | ----------- | -------------------------------------------- | --- |
| Pepsi Invaders                    | 1983        | Atari 2600                                   | *Fue producido específicamente para los empleados de The Coca-Cola Company. - El juego también se conoce como Coke Wins. - Cuenta con letras individuales que deletrean "PEPSI" en lugar de los extraterrestres. - Es uno de los videojuegos más raros producidos; sólo se hicieron 125 copias. |
| PD Ultraman Invaders              | 1995        | PlayStation                                  | *Es un juego de disparos con temática de Ultraman basado en Space Invaders. - Cuenta con varios modos de juego, incluido un modo multijugador. - Desarrollado por Taito y publicado por Bandai. |
| Space Invaders: Invasion Day      | 2002        | GameCube, PlayStation 2                      | *El juego también se conoce como Space Invaders: Invasion Day. - Es un juego de disparos en tercera persona desarrollado por Taito que recuerda a Space Invaders. |
| Space Invaders Collection         | 2003        | ColecoVision, MSX                            | *Es una compilación no oficial de Space Invaders, Space Invaders Part II y Space Invaders Deluxe. - La colección fue desarrollada por Opcode Games. - Taito se puso en contacto con Opcode Games sobre el proyecto, pero dejó de hacerlo durante el desarrollo. |
| Arcade Legends: Space Invaders    | 2004        | Plug & play                                  | *El juego es un controlador de juego plug & play que reproduce Space Invaders y otros cuatro juegos de arcade clásicos de Taito. La versión de "Space Invaders" incluida en este plug & play se basa en la versión Famicom, en lugar de la versión arcade original. - Un plug & play posterior llamado Space Invaders TV Game tiene Space Invaders con otros nueve juegos de arcade de Taito que son diferentes de los otros cuatro en la versión anterior. - Un plug & play con temática de Space Invaders lanzado en 2017 fue creado por WinFun y distribuido por MSI Entertainment. Solo incluye la versión para Famicom de Space Invaders. - Space Invaders también es el juego principal de Legends Flash Blast! lanzado en 2018 por AtGames. Los otros once juegos incluidos son Atari 2600 ports de otros juegos de arcade de Taito y Data East. |
| Space Invaders × Pac-Man          | 2005        | Teléfono móvil                               | * El título es una colección de dos juegos cruzados que intercambian personajes entre Space Invaders de Taito y Pac-Man de Namco. - Fue lanzado por tiempo limitado (1 de septiembre de 2005 - 31 de octubre de 2005) a través del servicio i-mode de NTT DoCoMo. - El juego fue lanzado como parte del 50 aniversario de Namco, así como para conmemorar el 25 aniversario de "Pac-Man". |
| Yawaraka Sensha vs Space Invaders | 2006        | Teléfono móvil                               | * Es un videojuego basado en Adobe Flash desarrollado por Taito. - El juego incluye elementos de Space Invaders y la serie de animación Livedoor Yawaraka Sensha (やわらか戦車?). |
| Space Invaders: Pinball           | 2007        | Teléfono móvil                               | *Es un videojuego de pinball con el tema "Space Invaders" desarrollado por Taito. |
| Minna de Invaders                 | 2007        | Teléfono móvil                               | * El título, Minna de Invaders (みんなでインベーダー?), se traduce como "Invaders for Everyone". - Es una colección de minijuegos que presenta a los extraterrestres de Space Invaders. - Los cuatro minijuegos, Invader Bound, Invader Chain, Invader Catcher e Invader Click, se lanzaron de 2007 a 2008. |
| Space Invaders: World War         | 2008        | Navegador web                                | *Space Invaders: World War era un juego en línea multijugador masivo basado en Flash que rastreaba puntajes de 193 países. - El servicio del juego duró desde el 18 de abril de 2008 hasta el 30 de septiembre de 2009. - Junto con el lanzamiento del juego, la compañía de ropa italiana 55DSL lanzó su propia versión junto con una camiseta de Space Invaders. |
| Arkanoid vs. Space Invaders       | 2017        | Android, iOS, Nintendo Switch, PlayStation 4 | *Arkanoid vs. Space Invaders marca la primera vez que Arkanoid y Space Invaders se cruzan. - Originalmente, el juego era gratuito para el servicio LINE. - Otros personajes de Taito aparecieron como potenciadores como Bub y Bob de Bubble Bobble, Chack'n y Monsta de Chack'n Pop, Iron Fossil de Dariusburst y Tiki de The NewZealand Story. - Relanzado en Nintendo Switch y PlayStation 4 como parte de Space Invaders: Invincible Collection y Space Invaders: Forever. - La versión de Nintendo Switch se presenta como una descarga separada y solo se reproduce en modo portátil. |
| Space Invaders: Gigamax           | 2018        | Nintendo Switch, PlayStation 4               | *Space Invaders: Gigamax marca el primer juego que se puede jugar con hasta 10 jugadores. - Lanzado para celebrar el 40 aniversario de Space Invaders - Distribuido por Live Interactive Works. - Jugable en ciertos eventos. - Conocido como Space Invaders Gigamax 20 cuando se puede jugar en Huis Ten Bosch, se podía jugar hasta 20 jugadores. - Relanzado en Nintendo Switch y PlayStation 4 como Space Invaders Gigamax 4 SE , como parte de Space Invaders Invincible Collection y Space Invaders Forever. - Reduce la cantidad de jugadores a 4 jugadores en Gigamax 4 SE |